# Ortoiroide
Ortoiroide é uma cultura arqueológica associada aos primeiros grupos humanos que chegaram às Antilhas. Supõe-se que eram originários do vale do Orinoco, na América do Sul, e que migraram às ilhas passando por Trinidad e Porto Rico. Irving Rouse considera que a cultura ortoroide se desenvolveu durante um longo período na América do Sul antes de transladar às Índias Ocidentais. Numa datação por radiocarbono antiga dos materiais ortoiroides remonta-se a 5230 a. C. em Trindad e outra mais recente corresponde a 190 d. C.
A maioria dos assentamentos arqueológicos relacionados à cultura ortoroide encontram-se em costa ou próximos a elas. Encontraram-se restos de mariscos nessas zonas, o que indica que era um alimento importante na dieta desse povo. Os portadores desta cultura foram deslocados por outras migrações, correspondentes aos grupos de cultura saladoide.